# Implant microdermal
Les implants microdermaux sont une forme de modification corporelle qui donne l'aspect esthétique d'un implant transdermique, sans les complications de la chirurgie beaucoup plus compliquée associée aux implants transdermiques.
Les implants microdermaux peuvent être placés pratiquement n'importe où sur le corps, mais sont différents de perçages classiques car ils sont constitués de deux composants : une ancre, qui est implantée sous la peau, avec un pas en saillie à partir de (ou affleurant avec) la surface de la peau qui l'entoure, et des bijoux interchangeables, qui sont vissés dans le trou taraudé dans la base de l'ancre.

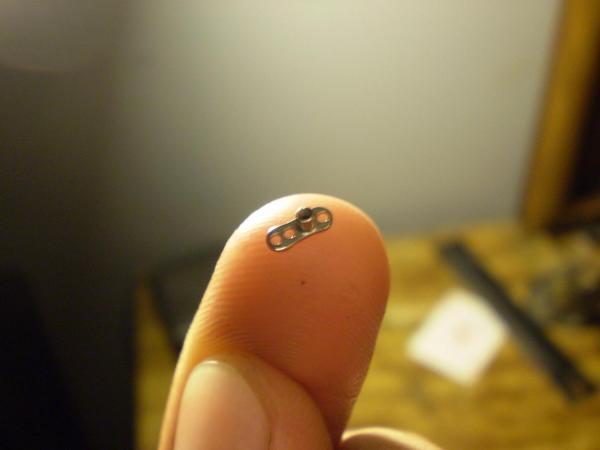
Implant microdermal

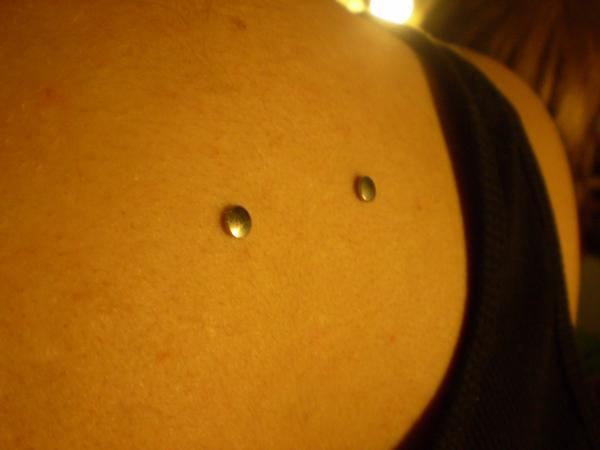
Deux implants microdermaux

## Longévité
Les implants microdermaux sont une alternative plus souhaitable que le piercing de surface, car ils fournissent moins de cicatrices lors de leur retrait. Ils sont semi-permanents et peuvent être retirés par un professionnel.
Le taux de rejet du corps est d'environ 2%. Les implants doivent être laissés seuls et couverts durant les 3 à 6 premiers mois car ils sont sensibles aux interactions extérieures comme les accrochages ce qui déplace l'implant vers la surface de la peau. Le corps étant conçu pour rejeter les objets étrangers, il est donc crucial pour les perçages qu'ils soient implantés aussi profondément que possible. Afin de lutter contre ces effets de rejet, des modifications constantes sont réalisées sur le bijou, la dernière consistant à utiliser un ou des grands trous dans l'ancrage pour encourager le tissu à croître dans ce trou pour tenir le bijou en place.